# Боржеш Гедеш, Гильерме
Гильерме Боржеш Гедеш (порт. Guilherme "Gui" Borges Guedes; род. 17 апреля 2002, Санта-Марта-ди-Пенагиан) — португальский футболист, полузащитник клуба «Альмерия», выступающий на правах аренды за «Порту B».

## Клубная карьера
Гедеш — воспитанник клубов «Санта-Марта» и «Витория Гимарайнш». 26 июля 2021 года в поединке Кубка Португалии против «Лейшойнша» Ги дебютировал за основной состав. 8 августа в матче против «Портимоненсе» он дебютировал в Сангриш лиге. Летом 2022 года Гедеш перешёл в испанскую «Альмерию», подписав контракт на 6 лет. Сумма трансфера составила 3 млн. евро. Для получения игровой практики он выступал за дублирующий состав. 13 ноября в поединке Кубка Испании против «Арентьеро» Ги дебютировал за основной состав. В начале 2023 года Гедеш  на правах аренды перешёл в «Луго».